# Hootenanny (muziekprogramma)
Hootenanny is een jaarlijks terugkerend Brits muziekprogramma dat sinds 1993 op televisie wordt uitgezonden op Oudejaarsavond. Het wordt gepresenteerd door Jools Holland en het is een spin-off van zijn vaste televisieprogramma Later with Jools Holland. Het wordt elk jaar op 31 december uitgezonden door de BBC Two van 23.00 uur tot ongeveer 01.00 uur (GMT). In Nederland begint het programma om middernacht.
Het programma bestaat uit muzikale optredens van artiesten uit diverse genres (net als in de vaste televisiereeks Later with Jools Holland). De optredens worden afgewisseld met gesprekjes met leden van het publiek, doorgaans bekende mensen uit de showbusiness, vooral van Engelse komaf. De sfeer is erg ontspannen en feestelijk. Om middernacht wordt afgeteld tot het begin van het nieuwe jaar, traditioneel gevolgd door een uitvoering van Auld Lang Syne door doedelzakspelers van de "Regimental Band of the Scots Guards".
Een ander vast onderdeel van het programma is Jools' gesprek met acteur en comedian Rowland Rivron die zijn voorspelling en goede 
voornemens voor het nieuwe jaar geeft.

## Schijn van live-uitzending
Hoewel het programma rond de jaarwisseling wordt uitgezonden en de indruk wordt gewekt dat het een rechtstreekse uitzending betreft, is dit niet het geval. Dit bleek toen tijdens een van de voorgaande edities een van de gasten die optrad (Ms. Dynamite) tegelijkertijd een liveoptreden deed tijdens de Schotse nieuwjaarsviering ("Hogmanay") in Edinburgh. Ook tijdens de 2006 editie ging het mis. De uitzending werd te laat gestart waardoor de viering van de jaarwisseling in de uitzending 5 minuten later begon dan daadwerkelijk het geval was. Op andere momenten werd de schijn van het live-karakter verraden doordat de ondertiteling in beeld verscheen, nog voordat de spreker de tekst had uitgesproken.

## Uitzending 2006/2007
Gastoptredens tijdens de editie van 2006/2007 van het programma werden onder meer verzorgd door The Kooks, The Zutons en Seasick Steve. Een opmerkelijk optreden was een "swing"-uitvoering van het nummer 'Anarchy in the UK' van de Sex Pistols door comedian Adrian Edmondson, een regelmatig terugkerende gast, samen met Jools en zijn Rhythm & Blues Orchestra.

## Uitzending 2007/2008

### Artiesten die in 2007/2008 optraden
| - Duffy - Eddie Floyd - Kaiser Chiefs - Lulu - Madness - Paul McCartney | - Mika - Kylie Minogue - Kate Nash - Ruby Turner - Seasick Steve |

### Playlist van 2007
Onderstaande nummers vormden de playlist in 2007:
- Jumping at the Jubilee (uitgevoerd door Ruby Turner en de Jools Holland Rhythm & Blues Orchestra)
- 634-5789 (uitgevoerd door Eddie Floyd en de Jools Holland Rhythm & Blues Orchestra)
- Everything Is Average Nowadays (uitgevoerd door Kaiser Chiefs)
- Where Have All the Good Guys Gone (uitgevoerd door Lulu en de Jools Holland Rhythm & Blues Orchestra)
- NW5 (uitgevoerd door Madness)
- The First Cut Is the Deepest (uitgevoerd door Duffy en de Jools Holland Rhythm & Blues Orchestra)
- Mouthwash (uitgevoerd door Kate Nash)
- Come On Strong (uitgevoerd door Kylie Minogue en de Jools Holland Rhythm & Blues Orchestra)
- My Donny (uitgevoerd door Seasick Steve)
- Ain't Got No, I Got Life (uitgevoerd door Mika en de Jools Holland Rhythm & Blues Orchestra)
- House of Fun (uitgevoerd door Madness)
- Dance Tonight (uitgevoerd door Paul McCartney, Kylie Minogue en de Jools Holland Rhythm & Blues Orchestra)
- Auld Lang Syne (uitgevoerd door de doedelzakspelers van The Regimental Scots Guards en de Jools Holland Rhythm & Blues Orchestra)
- Knock On Wood (uitgevoerd door Eddie Floyd en de Jools Holland Rhythm & Blues Orchestra)
- Ruby (uitgevoerd door Kaiser Chiefs)
- 2 Hearts (uitgevoerd door Kylie Minogue en de Jools Holland Rhythm & Blues Orchestra)
- Baggy Trousers (uitgevoerd door Madness)
- Got to Get You into My Life (uitgevoerd door Paul McCartney en de Jools Holland Rhythm & Blues Orchestra)
- Foundations (uitgevoerd door Kate Nash)
- Grace Kelly (uitgevoerd door Mika en de Jools Holland Rhythm & Blues Orchestra)
- I Should Be So Lucky (uitgevoerd door Kylie Minogue en Jools Holland)
- Cut My Wings (uitgevoerd door Seasick Steve)
- Bring It On Home to Me (uitgevoerd door Eddie Floyd, Duffy en de Jools Holland Rhythm & Blues Orchestra)
- Our House (uitgevoerd door Madness)
- Pumpkin Soup (uitgevoerd door Kate Nash)
- The Informer (uitgevoerd door Ruby Turner en de Jools Holland Rhythm & Blues Orchestra)
- The Angry Mob (uitgevoerd door Kaiser Chiefs en enkele drummers van The Regimental Scots Guards)
- Up Above My Head (uitgevoerd door Ruby Turner, Paul McCartney, Eddie Floyd, Kylie Minogue, Mika, Seasick Steve, Duffy, Lulu en de Jools Holland Rhythm & Blues Orchestra)

## Uitzending 2012/2013
Ook de uitzending van 2012-2013 werd door Jools Holland gepresenteerd en het Jools’ Rhythm & Blues Orchestra verzorgde de begeleiding. Gasten in deze Hootenanny-aflevering waren: Petula Clark, die onder andere een cover van Crazy(Gnarls Barkley) zong, Lianne La Havas, Emeli Sandé, Paloma Faith in een indrukwekkende witte jurk, Bobby Womack, Adam Ant die een groot deel van zijn performance stevig geleund tegen de vleugel stond, The Hives, Bettye Lavette, Dexys (verkorting van Dexys Midnight Runners) en The Dubliners. Ook was er een kort interview met Erika Leonard, de schrijfster van het boek Fifty Shades of Grey die in het verleden met presentator Holland heeft samengewerkt.